# Strangalia sexalbonotata
Strangalia sexalbonotata là một loài bọ cánh cứng trong họ Cerambycidae.